# Anne-Louis Girodet
Pour les articles homonymes, voir Girodet (homonymie).
Anne-Louis Girodet, ou Anne-Louis Girodet-Trioson, né le 29 janvier 1767 à Montargis et mort le 9 décembre 1824 à Paris, est un peintre, illustrateur et graveur français.
L'œuvre de Girodet se situe à la charnière des deux grands courants artistiques du début du XIXe siècle : la peinture néo-classique et la peinture romantique. La recherche de la beauté idéale selon les canons classiques l'inscrit dans la lignée des peintres néo-classiques davidiens dont il est avec Antoine-Jean Gros, François Gérard, et Jean-Auguste-Dominique Ingres l'un des principaux représentants, alors même que, par une forte volonté d'innovation, il imprègne ses peintures d'une grâce et d'une poésie singulière qui préfigure le romantisme.

## Biographie

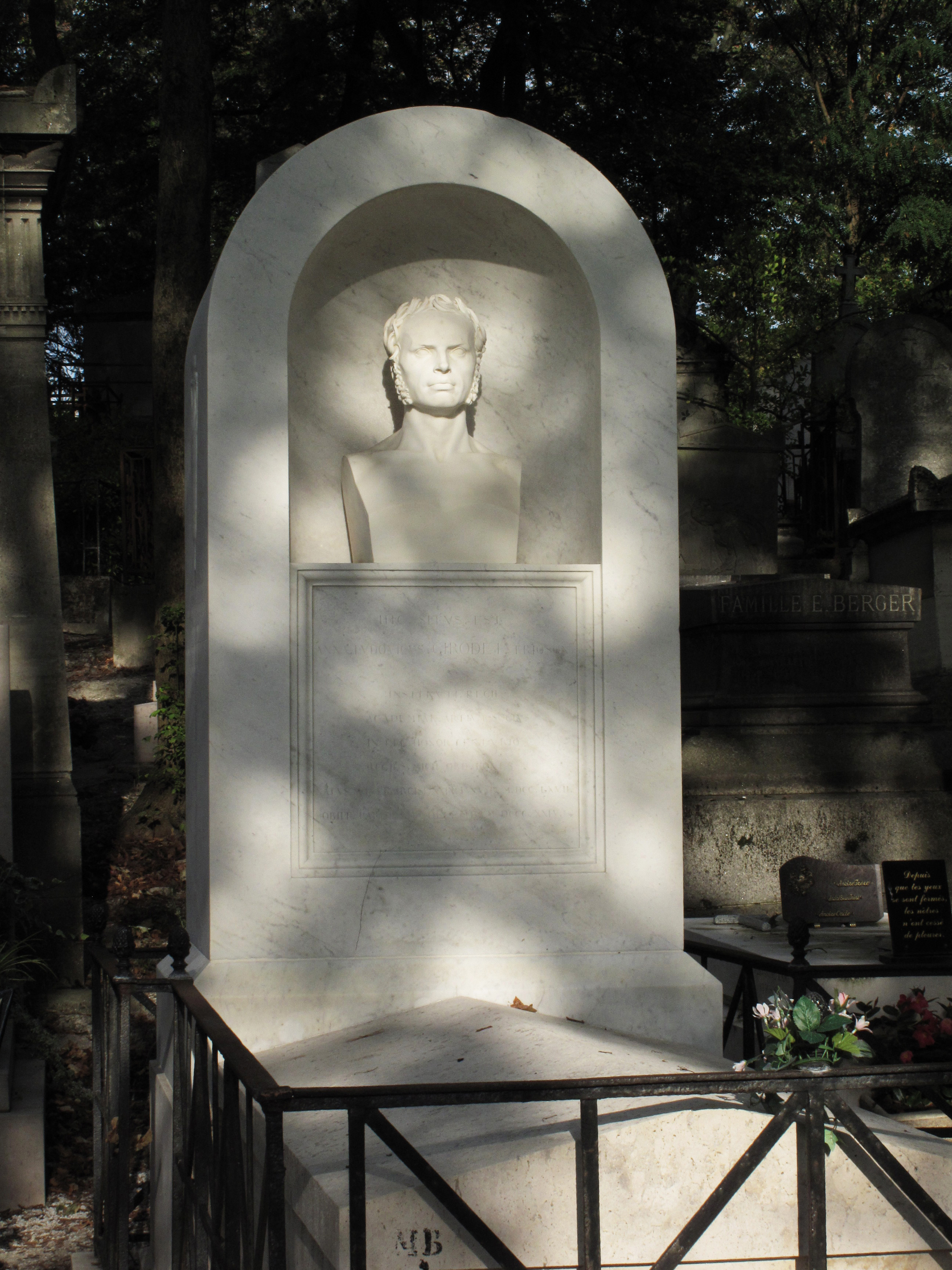
Tombe d'Anne-Louis Girodet-Trioson, Paris, cimetière du Père-Lachaise.

Né Anne-Louis Girodet de Roucy (ou de Roussy selon les sources), le jeune Girodet passe son enfance dans sa ville natale de Montargis. Aussi doué pour le violon que pour le dessin, il choisit la peinture et rejoint, en 1785, Paris et l'atelier de Jacques-Louis David, dont il est l'un des élèves les plus talentueux.
Très proche de ses parents ainsi que le montre sa correspondance, Girodet déplore le décès de son père en 1784 et de sa mère en 1787 alors qu'il n'a pas 20 ans. Dans la capitale, le jeune homme est protégé et aidé par le docteur Trioson, un ami proche de sa famille.
Girodet concourt pour le prix de Rome quatre années consécutives : 1786, 1787, 1788 et 1789. En 1786, il présente Coriolan quittant sa famille. L'année suivante, il est disqualifié pour avoir sorti des croquis de l'enceinte de l'épreuve. Il le retente en 1788 avec La Mort de Tatius et obtient la seconde place. Il en est lauréat en 1789 avec Joseph, reconnu par ses frères.
Il rejoint alors Rome et y peint Le Sommeil d'Endymion et Hippocrate refusant les présents d'Artaxerxès. En 1793, les Français fuient les États pontificaux après l'assassinat du diplomate Nicolas-Jean Hugou de Bassville ; Girodet quitte la Ville Éternelle, séjournant dans différentes cités de la péninsule italienne.
Girodet regagne Paris en 1795. Il y peint plusieurs tableaux majeurs dont le portrait de Jean-Baptiste Belley en 1797, Mademoiselle Lange en Danaé en 1799, un portrait de Napoléon Bonaparte Premier consul en 1802, La Leçon de géographie en 1803, les Atala au tombeau en 1808, le Portrait de Chateaubriand méditant sur les ruines de Rome en 1809.
En 1809, le docteur Trioson adopte son protégé et en fait son héritier. À partir de cette date le peintre accolera Trioson à son patronyme, qui devient Girodet de Roucy-Trioson, simplifié en Girodet-Trioson.
Girodet-Trioson remporte le prix de la Décennie de 1810 avec Scène du déluge. L’Intervention des Sabines de Jacques-Louis David est classé second et le célèbre peintre du Sacre ne dissimule pas le dépit et la jalousie que lui cause la réussite de son ancien élève.
En 1812, Girodet hérite d'une fortune qui lui permet de se consacrer à l'écriture de poèmes sur l'esthétisme. À partir de 1813, il participe à la décoration du château de Compiègne en y peignant plusieurs fresques murales.
Girodet-Trioson ne pâtit pas de la Restauration. Le roi Louis XVIII lui commande un portrait posthume de Jacques Cathelineau et le 4 septembre 1816, il est nommé professeur à l'École des beaux-arts de Paris en remplacement de François-André Vincent. Il aura comme élève entre autres l'Allemand François Fleischbein.
Les forces de Girodet déclinent et la qualité de ses dernières œuvres, telles Tête de Vierge et Pygmalion et Galatée (1819), en pâtit. Il meurt à Paris le 9 décembre 1824. Inhumé à Paris au cimetière du Père-Lachaise (28e division), son cœur repose dans une urne, dans l'une des chapelles du chœur de l'église Sainte-Madeleine de Montargis, sa ville natale.

## L'œuvre

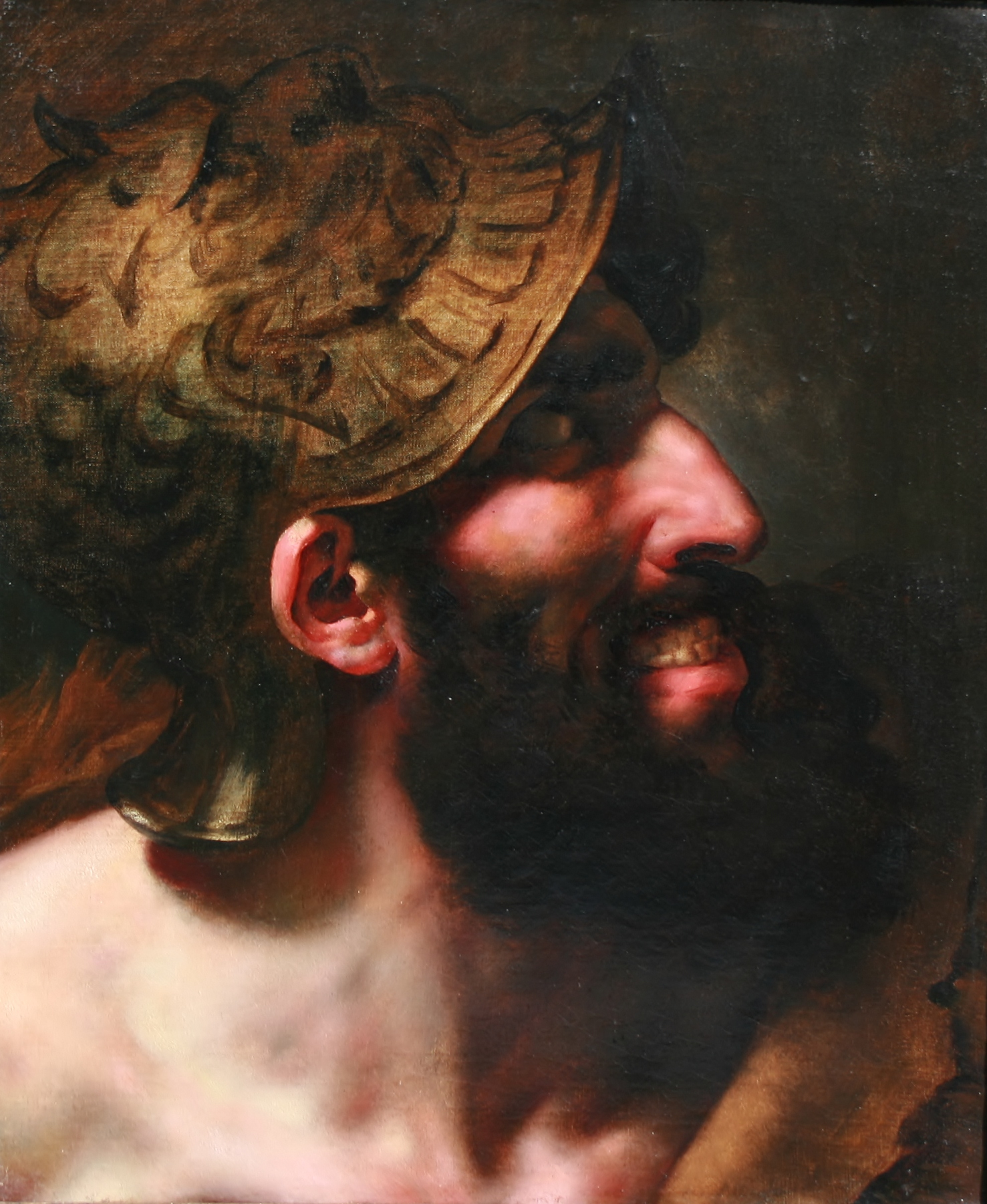
Capanaée, tête dite du blasphémateur (vers 1800), localisation inconnue.

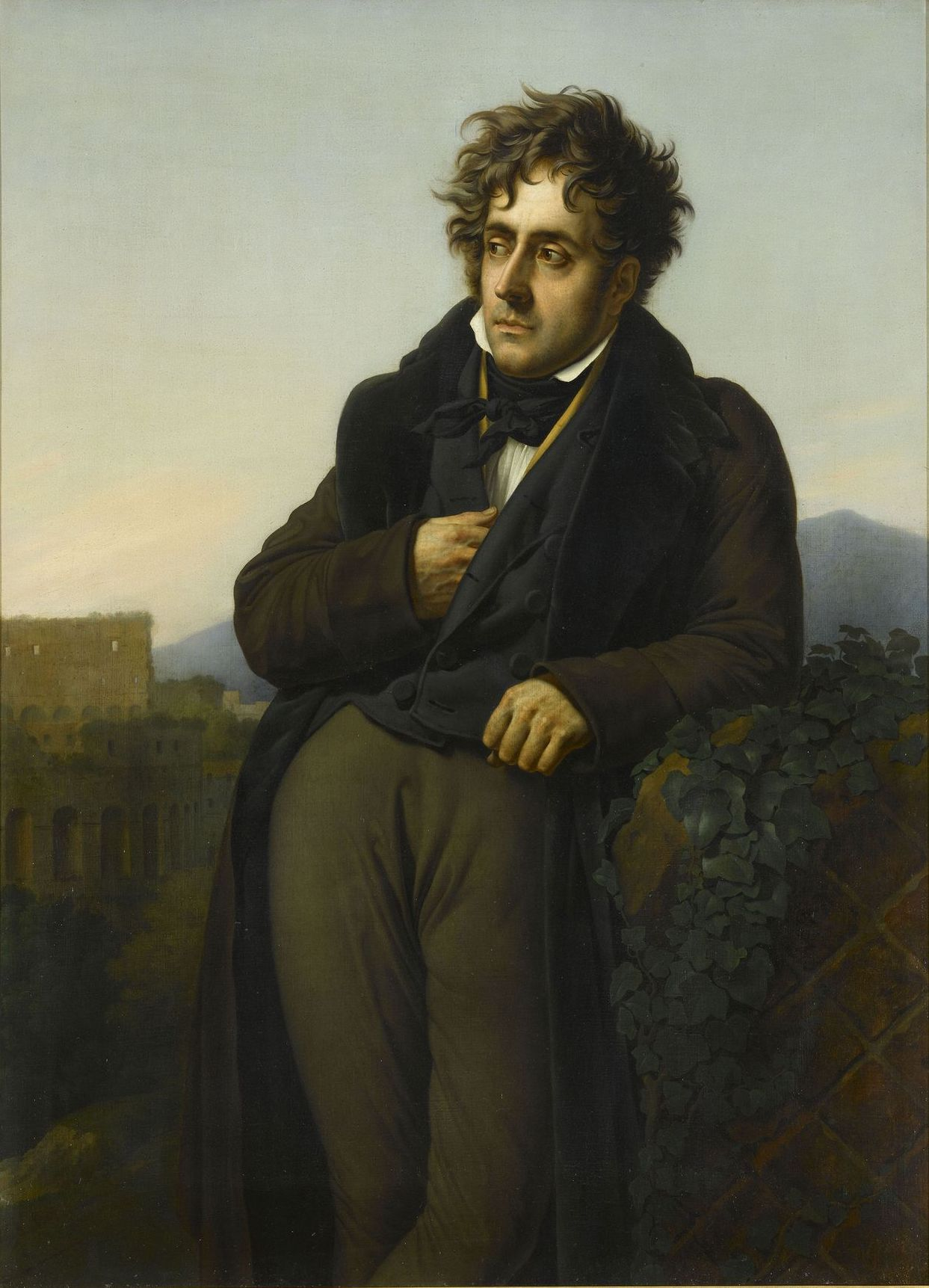
Portrait de Chateaubriand (1808), Saint-Malo, musée d’Histoire de la Ville et du Pays Malouin.

Bien qu'ayant commencé comme un fidèle disciple de son maître Jacques-Louis David, Girodet s'efforce ensuite de développer un style personnel, jouant avec les effets de lumière. À la peinture d'Histoire, il préfère une sorte de symbolisme éthéré. Dramatisant à l'excès ses sujets, il excelle dans la pose et le travail de la lumière. Il bouscule les codes de la sensibilité en les transposant dans les scènes religieuses.
Lors de son séjour de cinq ans en Italie, il se démarque de la gravité et de la retenue de David et envoie au Salon en guise d'académie imposée, Le Sommeil d'Endymion (Paris, musée du Louvre) dont le caractère onirique et étrange est considéré comme une des premières manifestations du romantisme. Ses tableaux plurent aux romantiques par les sentiments exaltés qu'il y représentait. Sa peinture n'est pas dénuée d'une certaine sensualité ; la représentation d'Endymion en éphèbe alangui, sans aucun relief de musculature, va à l'encontre des canons classiques. Honoré de Balzac en fait l'éloge dans Sarrasine (1831),. Balzac, qui était par ailleurs un grand admirateur de Girodet, le cite encore dans La Bourse et La Maison du chat-qui-pelote.
Il excelle dans la vérité des portraits, parfois allégoriques (Jean-Baptiste Belley, Mademoiselle Lange en Danaé), souvent intimes — le fils de son père adoptif a été peint à trois époques : jeune enfant, préadolescent et adolescent —, il sait révéler l'âme de ses personnages comme dans son célèbre Portrait de Chateaubriand (Saint-Malo, musée d’Histoire de la Ville et du Pays Malouin). Un de ses portraits, Mademoiselle Lange en Danaé (1799), fait scandale à cause de ses allusions sexuelles satiriques. Cette anecdote, où Girodet se venge de la célèbre Merveilleuse Mademoiselle Lange de n'avoir pas apprécié un premier portrait d'elle, illustre bien le caractère irascible et incontrôlable de ce peintre.
Il réalisa des décors peints pour les demeures de Napoléon, premier consul puis empereur, et participa à la représentation de l'épopée napoléonienne. Sa peinture d'histoire s'arrange souvent avec les faits pour leur donner une dimension métaphysique ou esthétique : dans sa Révolte du Caire, il peint plusieurs belligérants n'ayant jamais participé à l'événement. Dans la Légende napoléonienne, l’Apothéose des Héros français morts pour la patrie pendant la guerre de la Liberté (1802) représente le barde Ossian accueillant au paradis les généraux Desaix, Kléber, Marceau, Hoche et Championnet. Cette toile ne cesse d’étonner par son côté novateur annonçant le premier romantisme.
Girodet a aussi illustré des livres, notamment des éditions de Jean Racine et de Virgile. Le graveur Barthélemy Joseph Fulcran Roger réalisa plusieurs gravures en taille-douce des illustrations de Girodet, notamment d'un portrait de Constance de Salm. Cette dernière a écrit un poème sur la mort de Girodet, publié en 1825 chez Firmin Didot et Arthus Bertrand.

### Œuvres dans les collections publiques

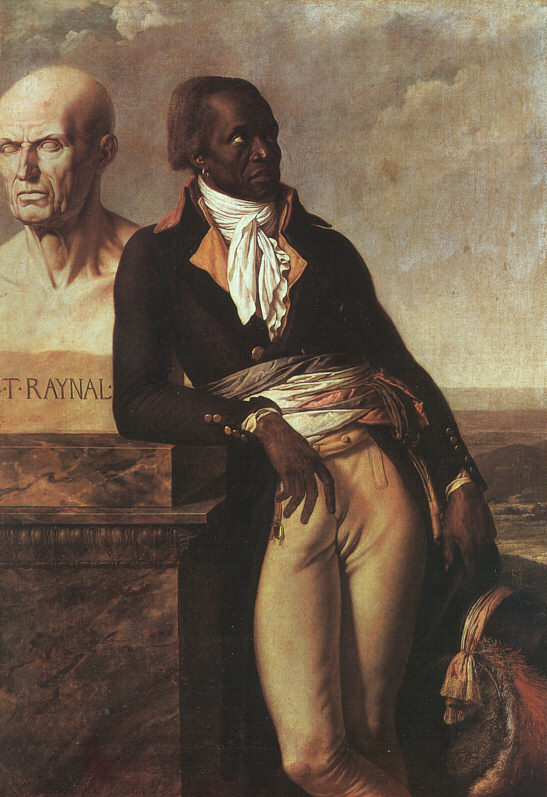
Portrait de Jean-Baptiste Belley (1798), Saint-Pétersbourg, musée de l'Ermitage.

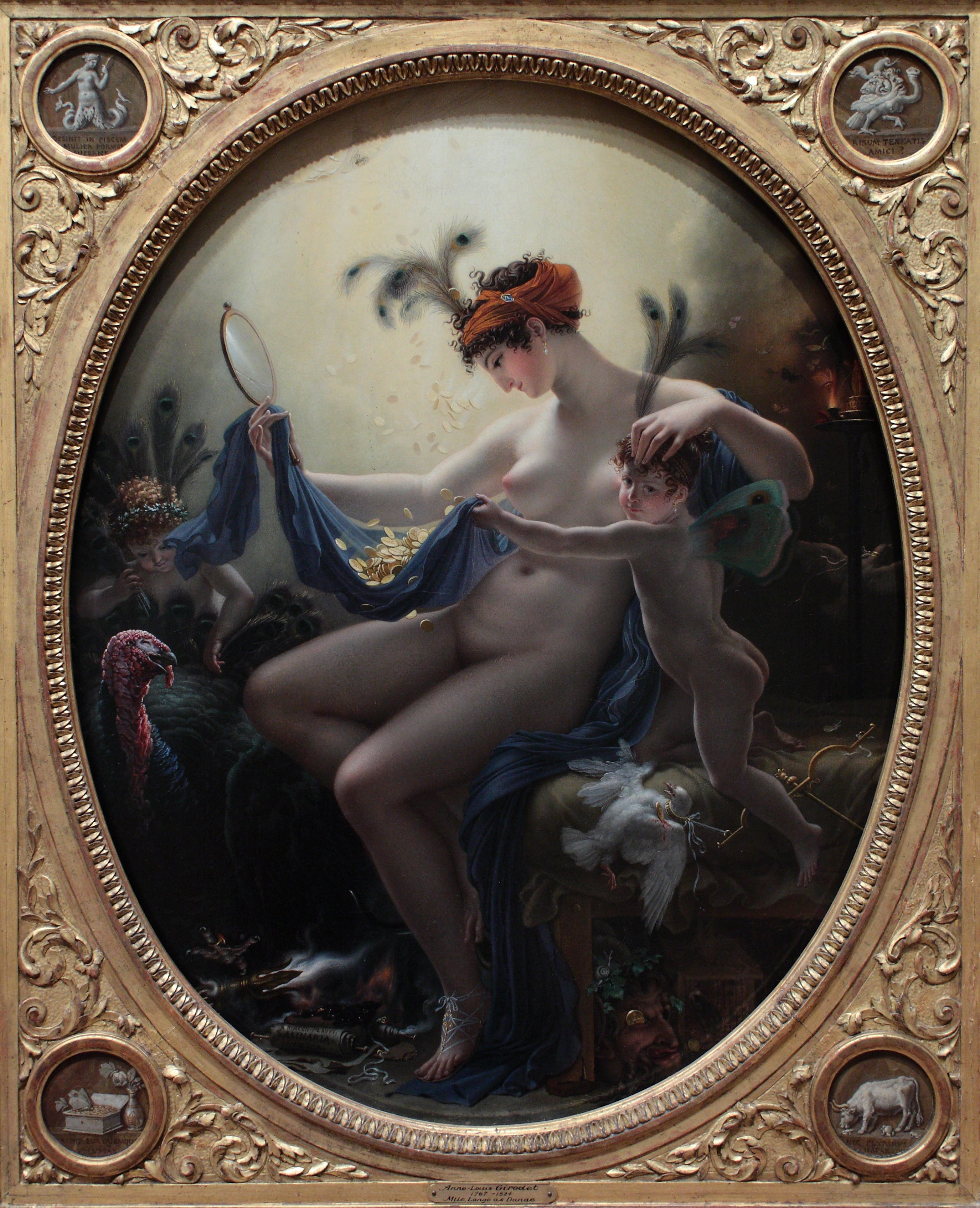
Mademoiselle Lange en Danaé (1799), Minneapolis Institute of Art.

- La Mort de Camille, 1785, huile sur toile, 112 × 145,5 cm, Montargis, musée Girodet.
- Joseph reconnu par ses frères, 1789 , huile sur toile, 113 × 144 cm, Paris, École nationale supérieure des beaux-arts.
- Endymion, effet de lune ou Le Sommeil d'Endymion, 1791, huile sur toile, 198 × 261 cm, Paris, musée du Louvre[14].
- Portrait de Charles-Melchior Artus, marquis de Bonchamps, 1793, huile sur toile, 220 × 150 cm, musée d'Art et d'Histoire de Cholet.
- Paysage d'Italie, 1793, huile et mine de plomb sur papier marouflé sur toile, 23,2 × 29,1 cm, Dijon, musée Magnin.
- Un lac dans les montagnes, 1793, huile et mine de plomb sur papier marouflé sur toile, 13 × 29,5 cm, Dijon, musée Magnin
- Autoportrait, 1795, huile sur toile, 50 × 37 cm, château de Versailles[15].
- Portrait de Jean-Baptiste Belley [député de Saint-Domingue (mort vers 1806)], 1797, huile sur toile, 158 × 111 cm, Versailles, musée de l'Histoire de France[16].
- Benoît Agnès Trioson regardant des figures dans un livre, 1797, huile sur toile, 73 × 59 cm, Montargis, musée Girodet[17].
- Mademoiselle Lange en Vénus, 1798, Leipzig, Museum der bildenden Künste.
- Mademoiselle Lange en Danaé, 1799, huile sur toile, 64 × 54 cm, Minneapolis, Minneapolis Institute of Arts.
- Napoléon Bonaparte, Premier consul, entre 1799 et 1804, huile sur toile, 158 × 114 cm, Paris, palais de l'Élysée.
- Portrait du citoyen Bourgeon, 1800, huile sur toile, 116 × 97 cm, Saint-Omer (Pas-de-Calais), musée de l'hôtel Sandelin[18].
- Portrait de la comtesse de Bonneval, 1800, huile sur toile, 105 × 80 cm, Clark Art Institute[19].
- Apothéose des héros français morts pour la patrie pendant la guerre de la Liberté, 1800-1802, huile sur toile, 192,5 × 184 cm, commandé par Bonaparte en 1800, château de Malmaison.
- La Leçon de géographie, 1803, huile sur toile, 79 × 101 cm, Montargis, musée Girodet[20].
- Portrait de Dominique-Jean Larrey, 1804, huile sur toile, 65 × 55 cm, Paris, musée du Louvre.
- Portrait du katchef Dahouth, mamelouk chrétien, 1804, huile sur toile, 144,7 × 133 cm, Salon de 1804, Art Institute of Chicago[21].
- Portrait de Madame Bertin de Veaux en buste, 1806, huile sur toile, 65,4 × 4,9 cm, San Francisco, Legion of Honor[22]
- Scène du déluge, 1806, huile sur toile, 441 × 341 cm, Salons de 1806 et 1814, Paris, musée du Louvre[23].
- Portrait de la reine Hortense, vers 1806, 61 × 50 cm, Amsterdam, Rijksmuseum.
- Un Indien, 1807, huile sur toile, 145 × 113 cm, Montargis, musée Girodet[24].
- Atala au tombeau, 1808, huile sur toile, 207 × 267 cm, Paris, musée du Louvre[25].
- Portrait de Chateaubriand, 1808, huile sur toile, 120 × 96 cm, Saint-Malo, musée d’Histoire de la Ville et du Pays Malouin[26].
- Portrait de la comtesse Augustine Bertin de Vaux, née Bocquet, 1809, huile sur toile, 119 × 99 cm, Clark Art Institute[27].
- Étude d'une tête de mameluck, 1810, Île-d'Aix, musée napoléonien de l'île d'Aix[28].
- Révolte du Caire, 1810, huile sur toile, 365 × 500 cm, château de Versailles.
- Portrait de Louis-Charles Balzac, 1811, huile sur toile, 61 × 50 cm, Dallas Museum of Art.
- Portrait de Benjamin Rolland, 1816, musée de Grenoble.
- Portrait de Mustapha Sussen, 1819, huile sur toile, Montargis, musée Girodet.
- Danse des nymphes au son de la flûte de Pan, 1814-1819, château de Compiègne.
- Autoportrait, 1824, contre-épreuve retouchée au crayon noir et à l’estompe sur papier vélin, 25,7 x 20 cm,  musée des Beaux-Arts d’Orléans[29].

Dates non documentées
- Brutus envoyant ses fils au supplice, huile sur toile, musée national des Beaux-Arts d'Alger.
- Mort de Tatius, musée des Beaux-Arts d'Angers.
- Portrait du baron Prosper de Barante, huile sur toile, 61 × 51 cm, Clermont-Ferrand, musée d'Art Roger-Quilliot.
- Autoportrait, huile sur toile, 78 × 64 cm, Dijon, musée Magnin.
- Apparition de Tirésias à Ulysse ou Le Songe d'Ossian (ancien titre), huile sur toile, 46 × 39,3 cm, Dijon, musée Magnin.
- Tête d'homme à barbe noire, huile sur toile, 45 × 36 cm, Le Puy-en-Velay, musée Crozatier.
- Phèdre et Œnone, huile sur toile, 30 × 20 cm, musée des Beaux-Arts de Lyon.
- Tête de jeune femme, huile sur toile, 46 × 38 cm, musée des Beaux-Arts de Lyon.
- Orphée ramenant Eurydice, dessin au lavis rouge, gouache blanche sur papier gris, Montargis, musée Girodet.
- La Mort d'Orphée, dessin à la plume, encre brune sur papier blanc, Montargis, musée Girodet.
- L'Apothéose de Louis XVI, peinture murale, Paris, église de la Madeleine.
- L'Empereur recevant les clefs de Vienne, huile sur toile, château de Versailles.
- Autoportrait, huile sur toile, Saint-Pétersbourg, musée de l'Ermitage.
- Femme en turban, huile sur toile, Saint-Pétersbourg, musée de l'Ermitage.
- Hippocrate refusant les présents d'Artaxercès, pierre noire sur papier, 23,5 × 31,1 cm, Paris, École nationale supérieure des beaux-arts[30]. Lors de sa première année à Rome et parrallélement à sa peinture Sommeil d'Endymion, Girodet préparait une composition pour son bienfaiteur le docteur Benoît-François Trioson. Ils ont choisi ensemble le sujet : la réponse d'Hippocrate au roi des Perses. Les objets présentés par les Perses se trouvent au centre exact de la composition, d'un geste de la main Hippocrate les refuse[31].
- Le Serment des sept chefs contre Thèbes, graphite sur papier, 18,7 × 29 cm, Paris, École nationale supérieure des beaux-arts[32]. Tiré de la tragédie d'Eschyle intitulée Les Sept contre Thèbes, Girodet transpose littéralement le texte dans une composition en pyramide avec en son centre un autel sur lequel est sacrifié un taureau. Une coalition de chefs se forme autour de l'animal, ils passent un pacte de sang afin d'assiéger la cité[33].
- Junon, irritée contre les Troyens, veut les empêcher d’aborder en Italie, elle va trouver Éole, Énéide I, v.34-52, crayon noir sur tracé préliminaire au fusain, sur papier vélin blanc, 27,3 x 42,3 cm, musée des Beaux-Arts d’Orléans[34].
- Désespoir de la mère d’Euryale, Énéide IX, v.481-502, crayon noir sur papier vergé crème : filigrane au centre : ProPatria/ [écusson]/J:HESSELS, 20 x 31,5 cm, musée des Beaux-Arts d’Orléans[35].
- Le Combat des Troyens contre les Rutules, Énéide X, v. 310-334, plume et encre noire sur traits de graphite, estompe, lavis gris sur papier vergé (deux pièces raboutées) collé en plein sur carton, 48,8 x 73 cm, musée des Beaux-Arts d’Orléans[36].

Œuvres d'Anne-Louis Girodet
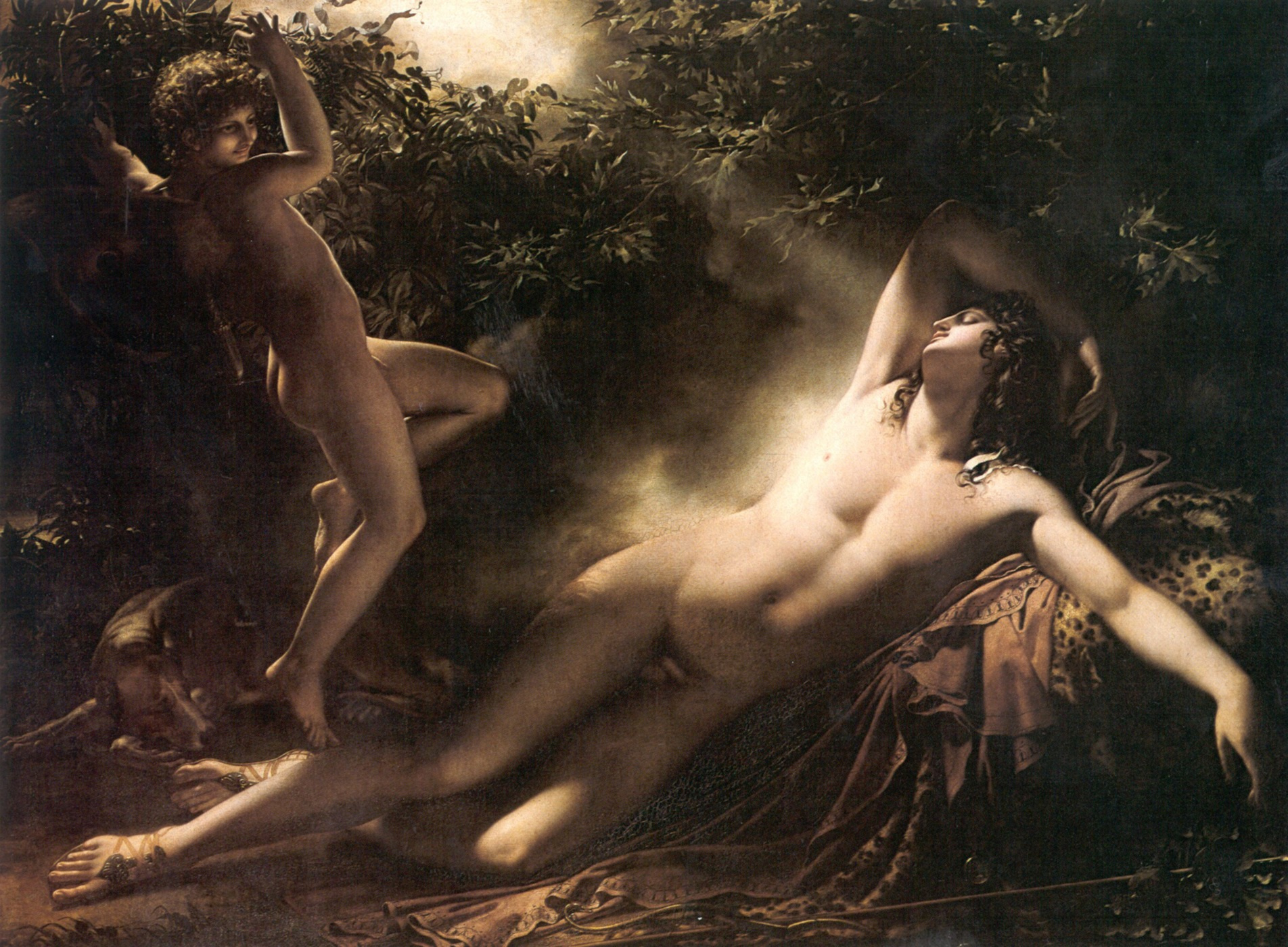
Le Sommeil d'Endymion (1791), Paris, musée du Louvre.
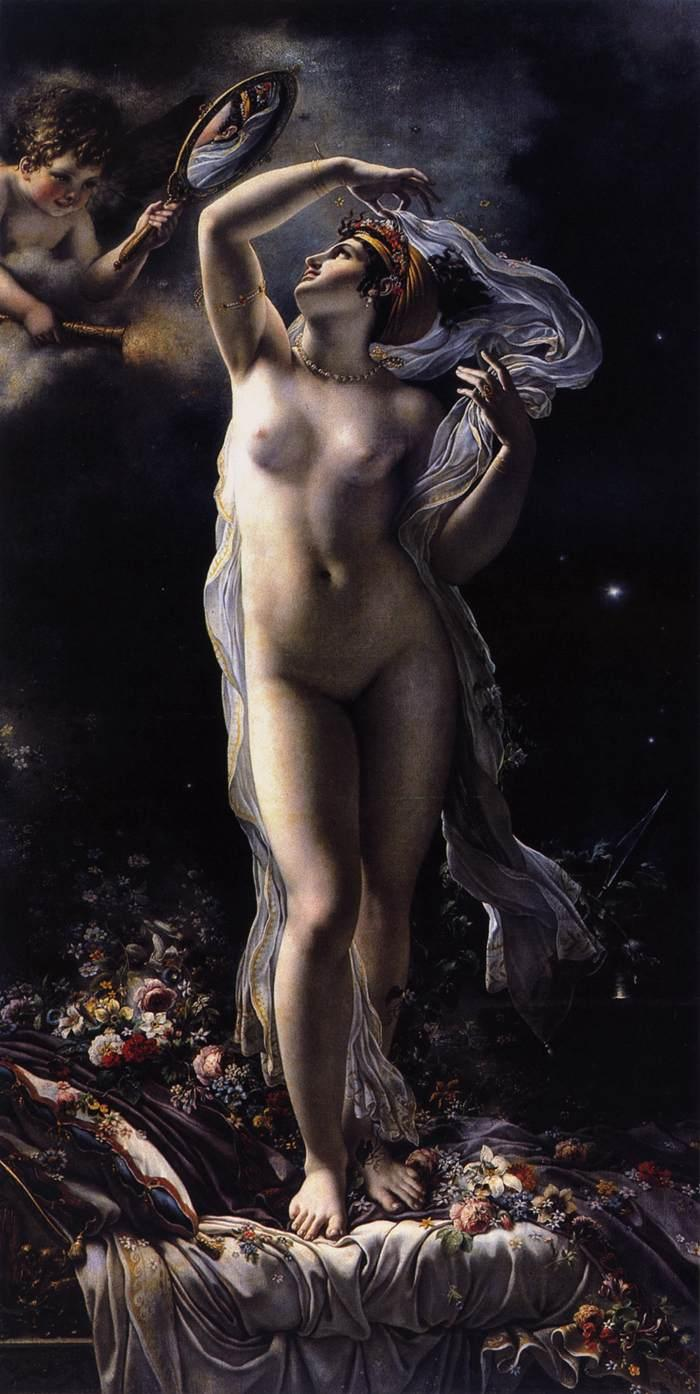
Mademoiselle Lange en Vénus (1798), musée des Beaux-Arts de Leipzig.
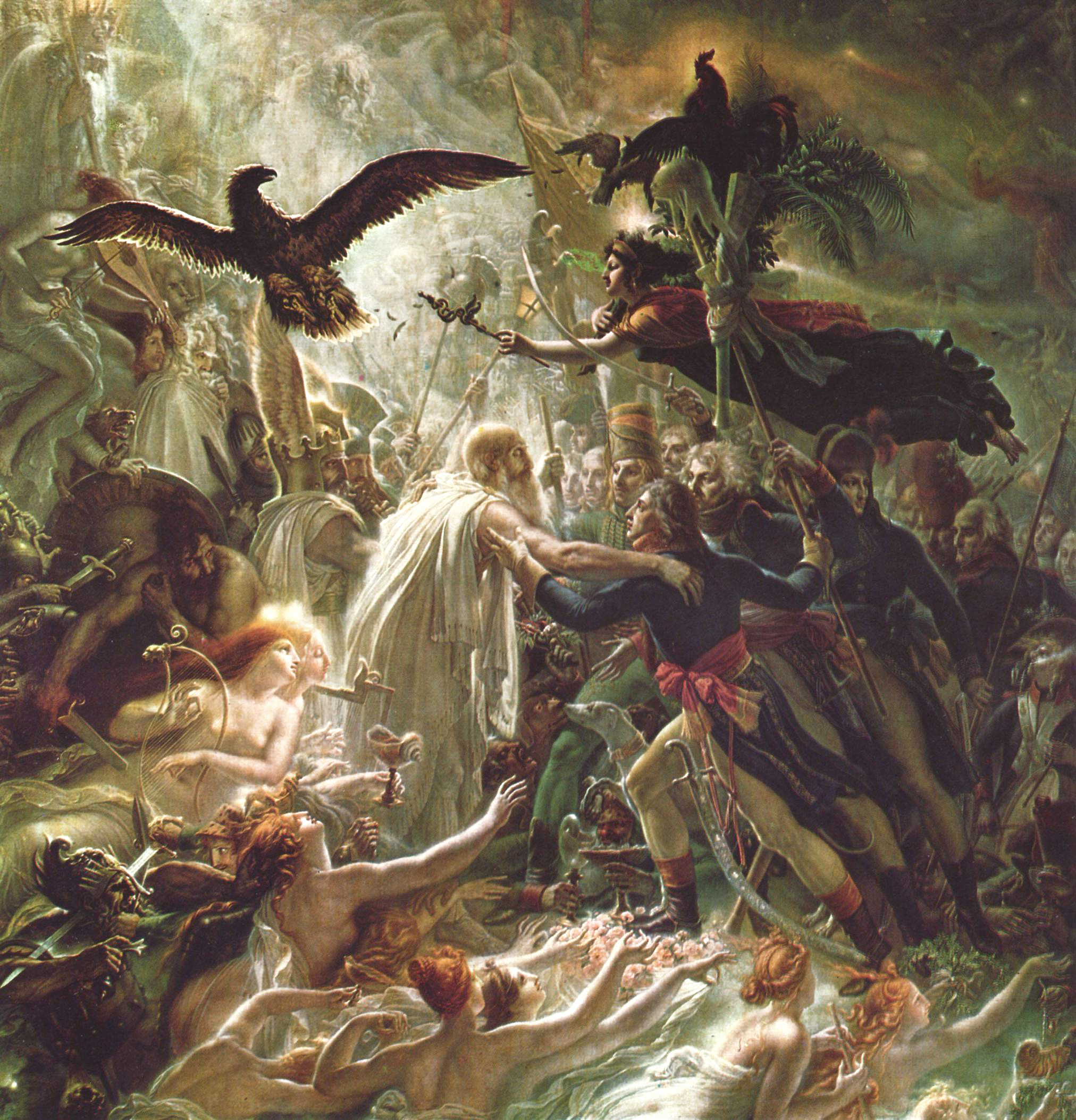
L’Apothéose des héros français morts pour la patrie pendant la guerre de la liberté (vers 1801), château de Malmaison.
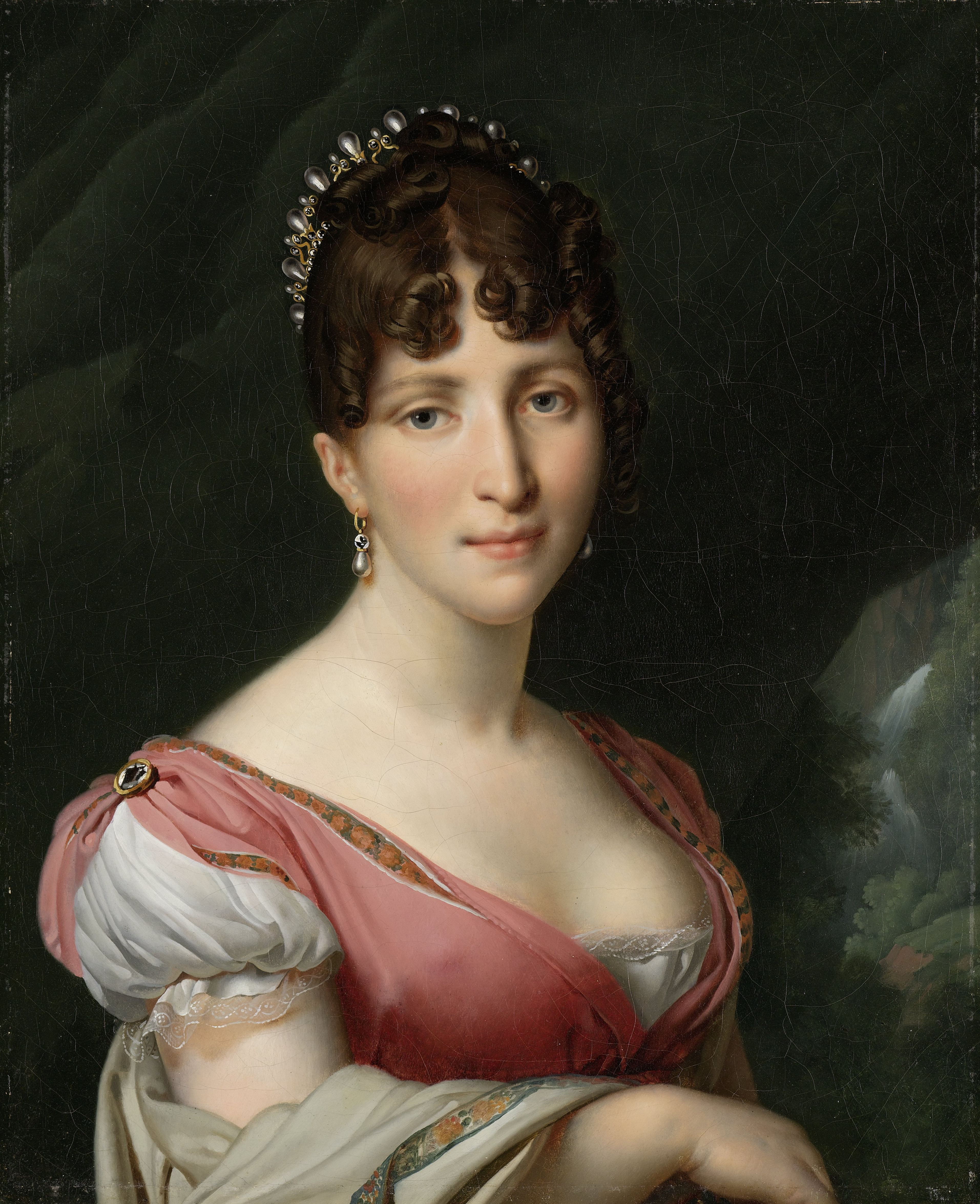
Hortense de Beauharnais (entre 1805 et 1809), Amsterdam, Rijksmuseum.
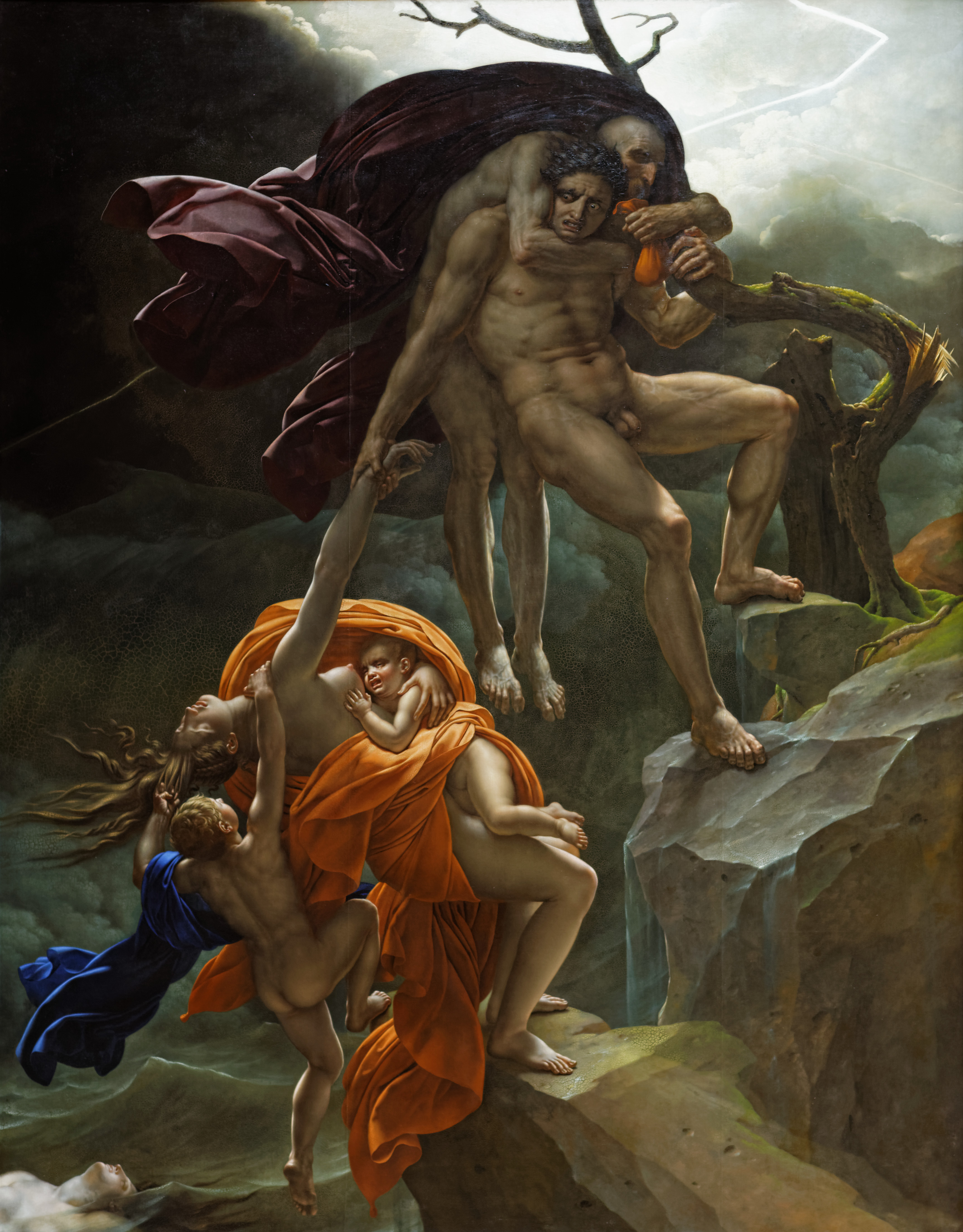
Scène du déluge (1806), Paris, musée du Louvre.
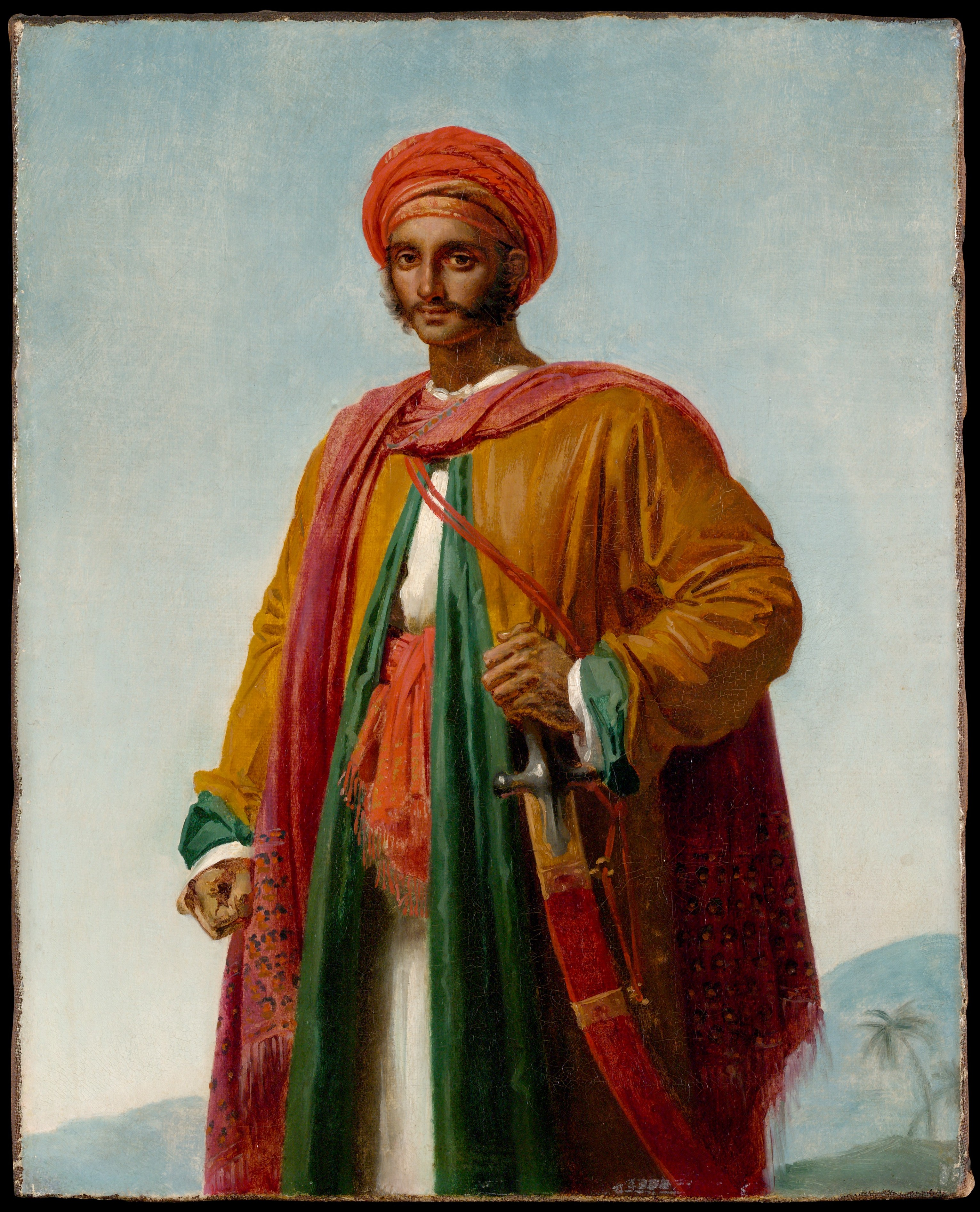
Étude pour « Portrait d'un Indien » (vers 1807), New York, Metropolitan Museum of Art.
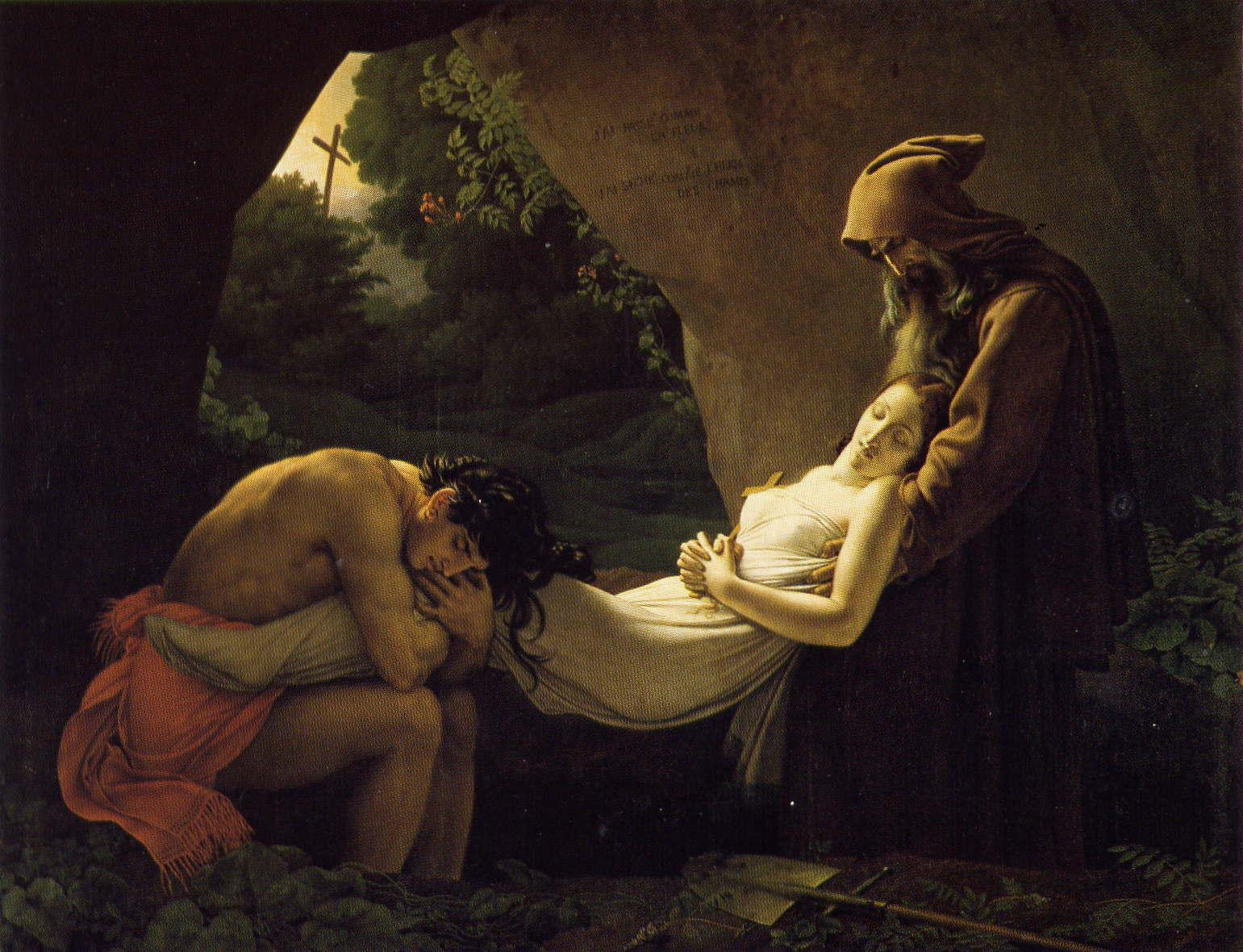
Atala au tombeau (1808), Paris, musée du Louvre.
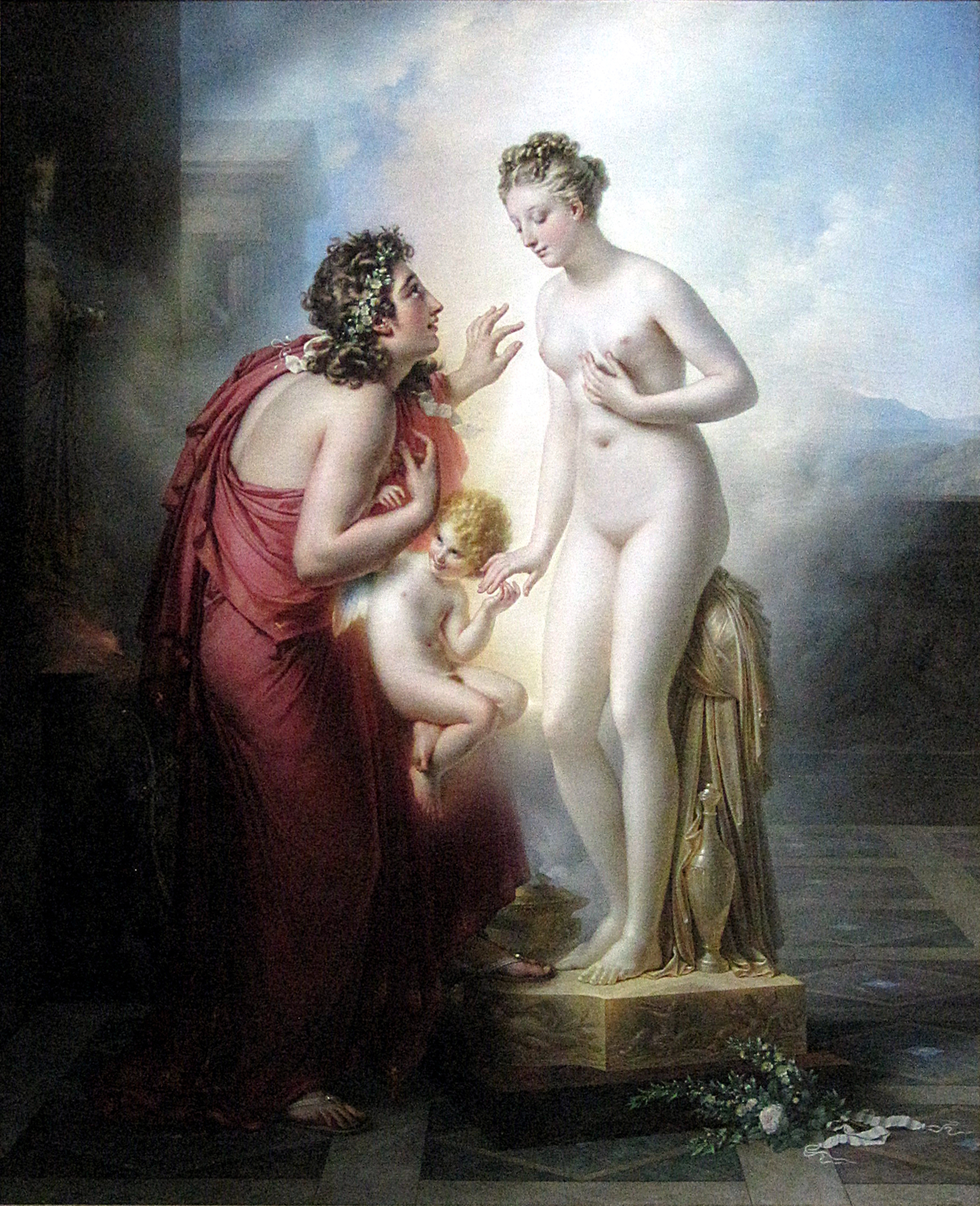
Pygmalion et Galatée (1819), Paris, musée du Louvre.
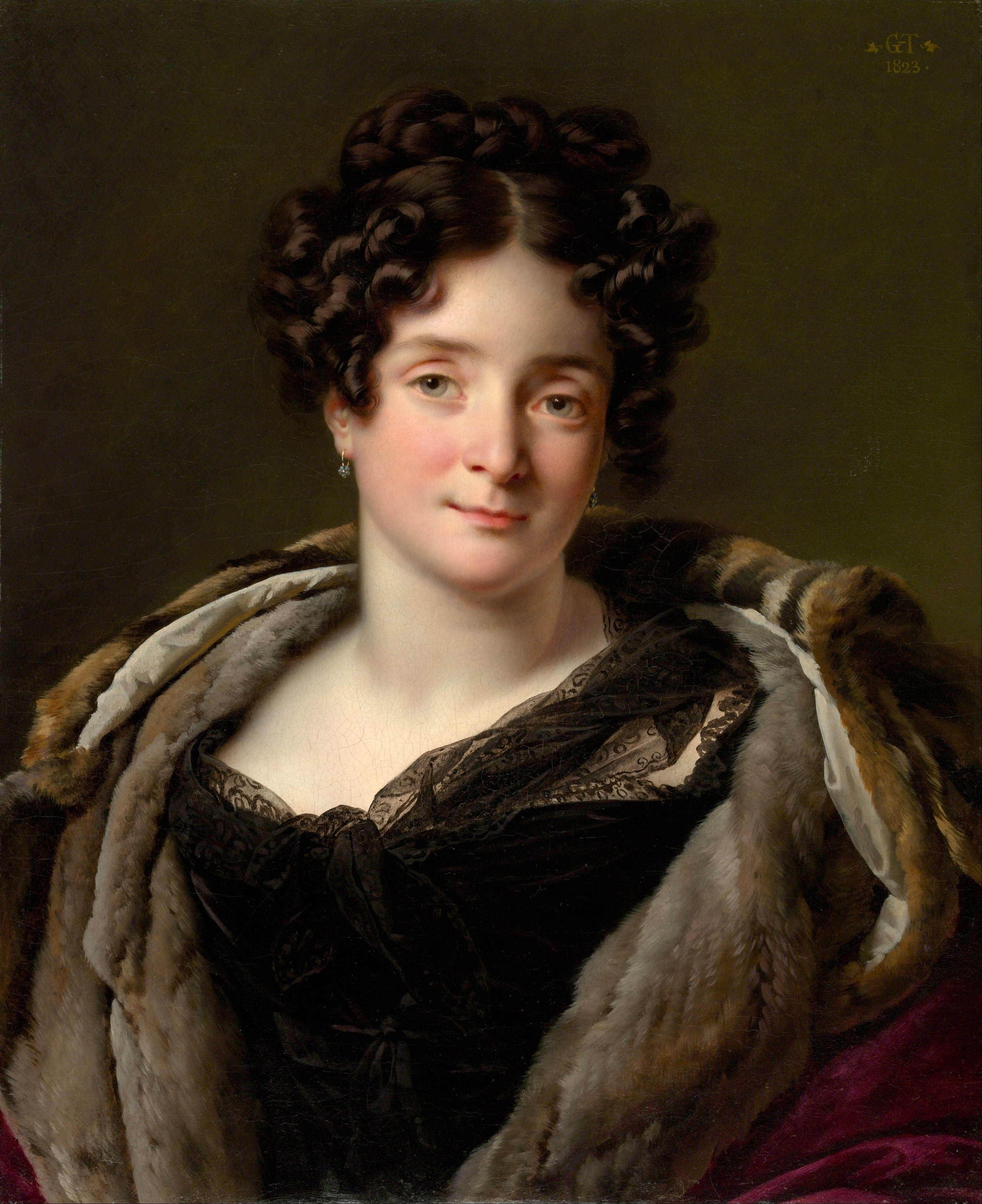
Madame Jacques-Louis-Étienne Reizet (Colette-Désirée-Thérèse Godefroy, 1782–1850) (1823), New York, Metropolitan Museum of Art.

## Expositions
- « La légende d’Ossian illustrée par Girodet », Boulogne-Billancourt, bibliothèque Marmottan, 25 avril– 25 juin 1989.
- Exposition rétrospective à Paris au musée du Louvre, hall Napoléon, du 22 septembre 2005 au 2 janvier 2006 ; à Chicago, l'Art Institute of Chicago, du 11 février au 30 avril 2006 ; à New York, au Metropolitan Museum of Art, du 22 mai au 27 août 2006 et au musée des beaux-arts de Montréal, du 12 octobre 2006 au 21 janvier 2007[37].

## Récompenses et distinctions
- 1789 : prix de Rome.
- 1789 : prix de peinture de l'Académie Royale, pour Joseph reconnu par ses frères.
- 1815 : membre de l'Académie des beaux-arts.
- chevalier de la Légion d'honneur.

## Élèves
- Alexandre Colin (1798-1875), du 19 février 1814 jusqu'en 1817.
- Salomon-Guillaume Counis (1785-1859).
- François-Louis Dejuinne (1784-1844).
- Pierre-François Delaval (1790-1881).
- Pierre Claude François Delorme (1783-1859).
- Achille Devéria (1800-1857).
- Savinien-Edme Dubourjal (1795-1865).
- Coraly de Fourmond (1801-1853).
- Antoine François Gelée (1796-1860).
- Joseph-Ferdinand Lancrenon (1794-1874).
- Charles-Philippe Larivière (1798-1876).
- Jean Nicolas Laugier (1785-1875).
- Louis Stanislas Marin-Lavigne.
- Henry Monnier (1799-1877).
- Léonard Poyet (1798-1857).
- Fanny Robert (1795-1872).
- François-Edmée Ricois (1795-1881).
- Charles-Auguste van den Berghe (1798-1853).
- Jean Joseph Vaudechamp (1790-1864).
- Marie-Denise Villers (1774-1821).

## Vente
Provenant de la descendance du peintre, un ensemble de quatre-vingts oeuvres, dont deux recueils de dessins, sont mis en vente à l'Hôtel Drouot le 31 mai 2024 sous le marteau de Rémy Le Fur.